# Mila Kunis
Milena Márkovna Kunis (en ucraniano: Мілена Мáрківна Куніс, en ruso: Милена Маркοвна Кунис; Chernivtsí, República Socialista Soviética de Ucrania, 14 de agosto de 1983), más conocida como Mila Kunis,  es una actriz ucraniana-estadounidense. Es conocida por interpretar a Jackie Burkhart en That 70's Show, por ser la actriz de voz de Meg Griffin en Padre de familia, y por los papeles cinematográficos de Solara en The Book of Eli, Lily en Black Swan, Jamie en Friends with Benefits, Lori en  Ted, Theodora, la bruja del Oeste en Oz: The Great and Powerful y Amy Mitchell en Bad Moms.

## Primeros años
Nacida el 14 de agosto de 1983 en Chernivtsí (en aquel entonces RSS de Ucrania, actualmente Ucrania), Kunis procede de una familia judía. Su madre, Elvira, era profesora de física y su padre, Mark Kunis, ingeniero mecánico. Mila tiene un hermano mayor, Michael. En 1991, la familia Kunis se fue a vivir a Los Ángeles, California. Allí estudió en el Hubert Howe Bancroft Middle School.

## Carrera profesional

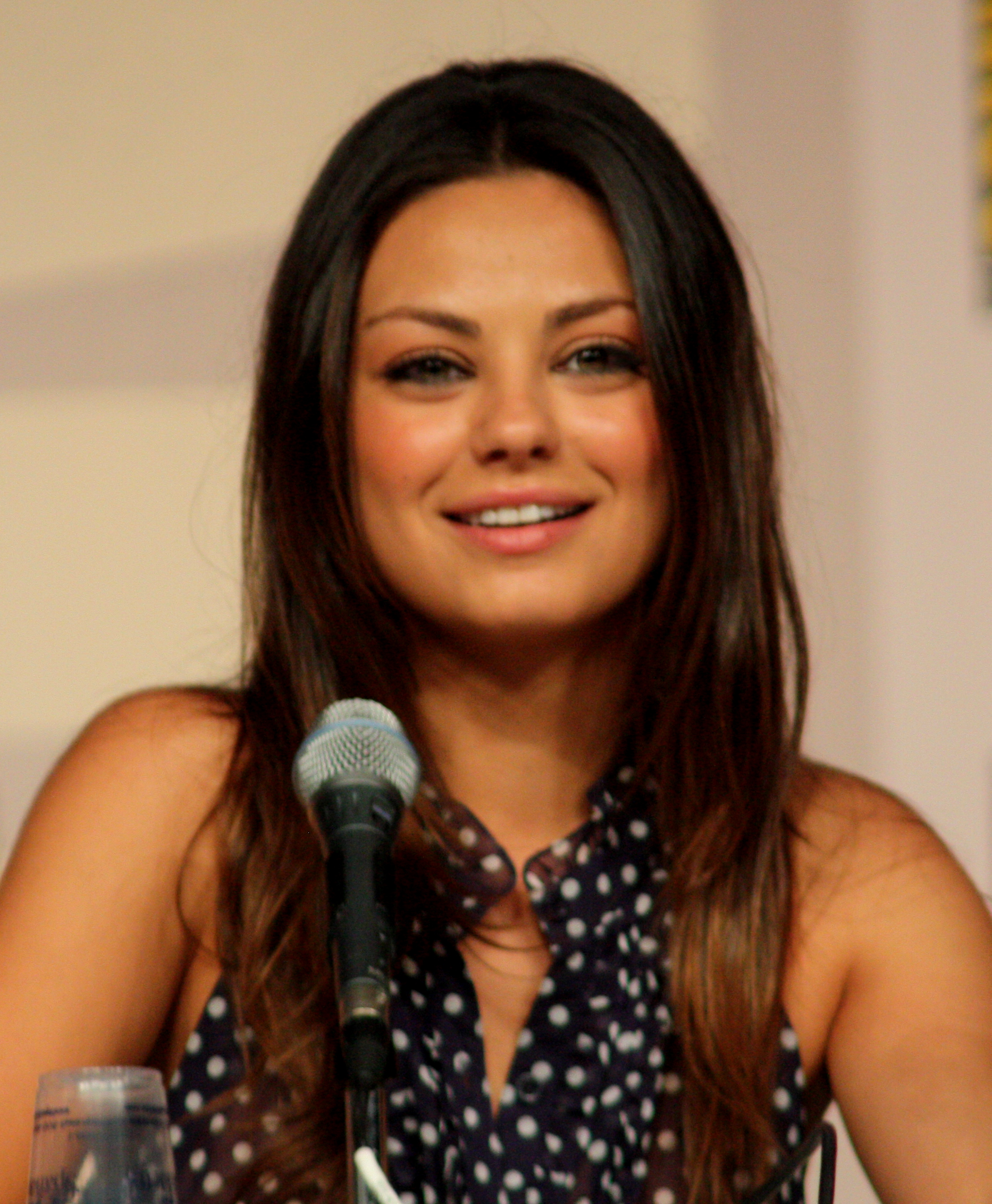
Kunis en la presentación de Family Guy en el San Diego Comic-Con de 2009.

A los nueve años compaginaba el colegio con clases de interpretación en el Beverly Hills Studios, donde conoció a su primer y actual mánager Susan Curtis. Empezó apareciendo en pósteres, catálogos y anuncios de televisión de productos infantiles de la marca de Lisa Frank (1996), muñecas Barbie (1994) y zapatos Payless Shoes. Trabajó como modelo para Guess?, Girls Clothing Campaign. Su primer papel televisivo fue la joven Hope Williams en un episodio del popular serial televisivo llamado Days of Our Lives.
Antes de actuar en That 70's Show, Kunis apareció en algunas películas como Santa With Muscles, Honey, We Shrunk Ourselves como personaje secundario y en la película de Angelina Jolie, GIA. También tuvo un pequeño papel en 7th Heaven como la nemesis de Lucy. En 1995, tuvo un papel en la película Piranha como Susie Grogan.
En 1998, entró a formar parte del reparto de la serie That 70's Show interpretando a Jackie. En el casting previo se estableció que el papel de Jackie fuera interpretado por una chica de al menos 18 años, así que Kunis se apuntó al casting alegando que "en su cumpleaños" llegaría a la edad marcada (aunque nunca especificó a que cumpleaños se refería). Realmente la actriz tenía 14 años en ese momento, dato que fue descubierto después de conseguir el papel, a pesar de lo cual pudo conservarlo aunque había engañado a los directores. Fue considerada como la persona que mejor encajaba con el personaje y valoraron su creatividad a la hora de conseguir la audición, a pesar de su edad.
Su participación en esta serie la dio a conocer entre el gran público estadounidense. Su interpretación recibió siete candidaturas a los Teen Choice Award de la cadena Nickelodeon, pero nunca ganó. Kunis, por su parte, ha comentado en multitud de ocasiones que no se parece en nada a Jackie en la vida real.
Actualmente Kunis es la voz de Meg Griffin en la serie de animación Padre de familia y en 2007 recibió una candidatura al Annie Award. También pone voz a varios personajes de Robot Chicken, un programa enmarcado dentro del bloque Adult Swim de Cartoon Network. También ha entrado en el mundo de los videojuegos como dobladora de Tanya en Saints Row, del mismo modo que repitió como Meg, esta vez en la adaptación en videojuego de Padre de familia.
Por otro lado, ha aparecido en videos musicales como los videoclips de Aerosmith "Jaded", Vitamine C "The Itch", The Strokes "The End Has No End" y Mam Taylor junto a Joel Madden "LA Girls" saliendo junto a Carmen Electra.
Kunis ha sido modelo para algunas revistas, entre ellas Stuff y Maxim.
Respecto a apariciones en películas tuvo papeles importantes en Get Over It junto a Kirsten Dunst, American Psycho 2 con William Shatner, After Sex, Boot Camp y Moving McAllister con Jon Heder.

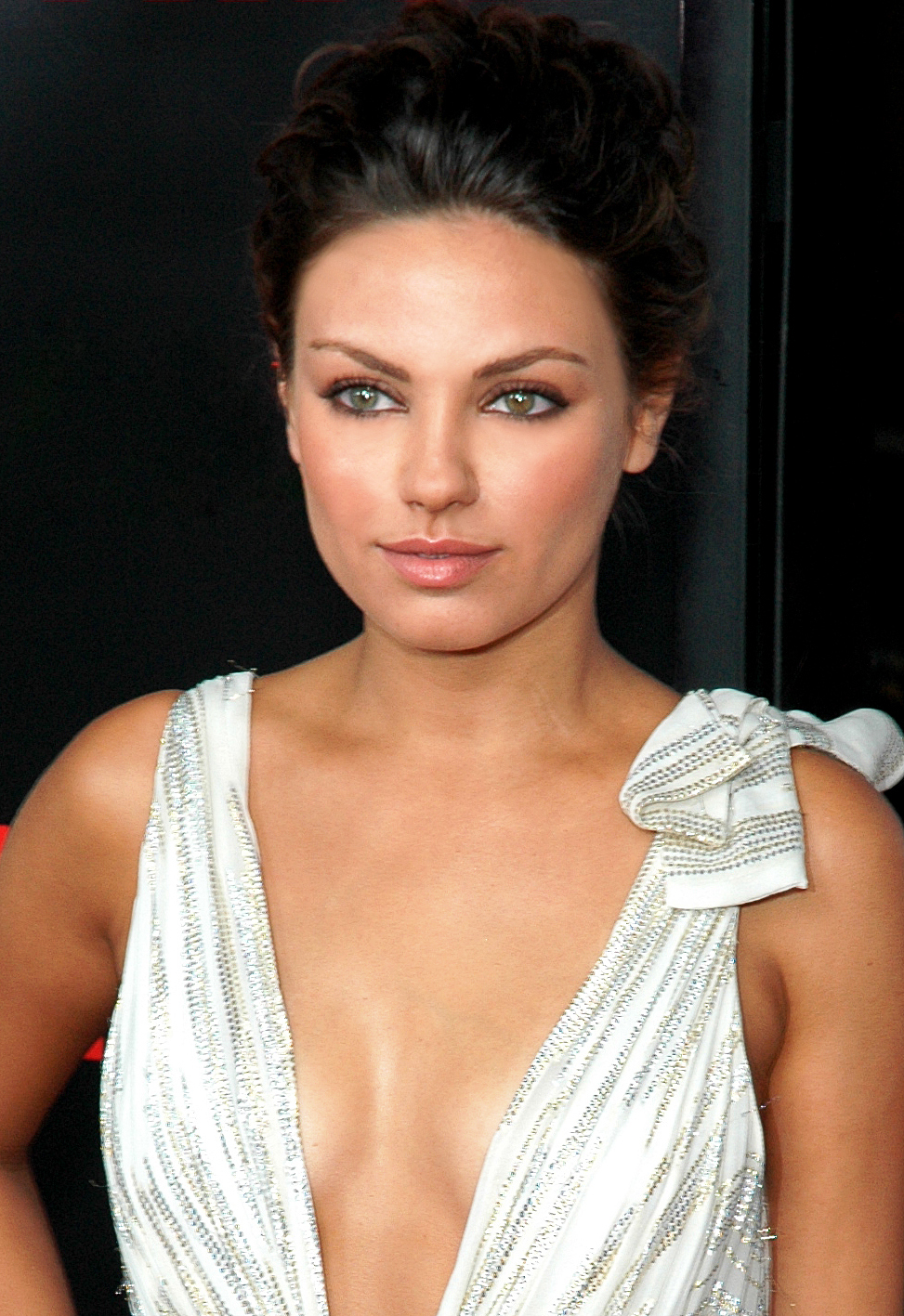
Mila Kunis en 2008.

Sus apariciones más recientes en la pantalla grande han sido interpretando a Rachel Jansen en la película de 2008 Forgetting Sarah Marshall en la que compartió cartel junto a Jason Segel, Kristen Bell, Russell Brand, Jonah Hill y Bill Hader. Su interpretación recibió otra nominación para los Teen Choice Award. En 2008 participó junto a Mark Wahlberg y Ludacris en la película Max Payne, y en la película The Book of Eli junto a Denzel Washington. 
En julio de 2009, Mila fue seleccionada para interpretar a Lily, el papel principal de la rival de Natalie Portman en Black Swan, la película dirigida por Darren Aronofsky, papel por el cual tuvo su primera nominación a un Globo de oro por mejor actriz de reparto.
En 2010, Mila Kunis rodó en la ciudad de Nueva York Friends with Benefits junto a Justin Timberlake, una comedia romántica dirigida por Will Gluck. En 2012 protagonizó junto a Mark Wahlberg la película Ted, una comedia fantástica en donde hace el papel de Lori Collins. En ese mismo año fue nombrada la mujer más sexy del mundo.
En 2013, protagonizó junto a Channing Tatum la película Jupiter Ascending Como Jupiter Jones, una joven conserje con «la misma composición genética perfecta que la reina del Universo» y que representa una amenaza para su gobierno. 
En 2014, participó como invitada especial en un capítulo de la duodécima temporada de Two and a Half Men junto a su actual marido, Ashton Kutcher, protagonista de la serie.

## Vida personal
Kunis ha hablado con afecto de sus padres, diciendo que son una influencia positiva y la han mantenido centrada en lo que es importante en la vida: "Tuve una infancia normal y fui a la escuela pública", dice. "Si alguna vez, siquiera por un segundo, empecé a ser cabezota, me llevaron de regreso a la realidad con bastante rapidez. Mis padres son por lo que yo estoy muy centrada".
Kunis mantuvo una relación con el actor Macaulay Culkin desde 2002 hasta principios de 2011.
Desde 2012, mantiene una relación con el actor Ashton Kutcher, su compañero de reparto en la serie That '70s Show, con quien tiene dos hijos y con el cual contrajo matrimonio el 4 de julio de 2015.
Desde la infancia, Mila Kunis padece TDAH.
El 30 de septiembre de 2014, Kunis dio a luz a su primera hija, una niña llamada Wyatt Isabelle Kutcher en el hospital Cedars-Sinai Medical Center de Los Ángeles. El 30 de noviembre de 2016, el matrimonio dio la bienvenida a su segundo hijo, un niño al que llamaron Dimitri Portwood Kutcher.

## Filmografía

### Cine
| Año  | Título                           | Personaje                | Notas                        |
| ---- | -------------------------------- | ------------------------ | ---------------------------- |
| 1995 | Piranha                          | Susie Grogan             |                              |
| 1996 | Santa with Muscles               | Sarah                    |                              |
| 1997 | Honey, We Shrunk Ourselves       | Jill                     | Directamente para video      |
| 1998 | Gia                              | Gia Carangi (joven)      |                              |
| 1998 | Krippendorf's Tribe              | Abbey Tournquist         |                              |
| 1998 | Milo                             | Martice                  | Sin acreditar                |
| 2001 | Get Over It                      | Basin                    |                              |
| 2002 | American Psycho 2                | Rachel Newman            |                              |
| 2004 | Tony n' Tina's Wedding           | Tina Nunzio              |                              |
| 2005 | Stewie Griffin: The Untold Story | Meg Griffin              | Voz                          |
| 2007 | After Sex                        | Nikki                    |                              |
| 2007 | Boot Camp                        | Sophie Bauer             |                              |
| 2007 | Moving McAllister                | Michelle McAllister      |                              |
| 2008 | Forgetting Sarah Marshall        | Rachel Jansen            |                              |
| 2008 | Max Payne                        | Mona Sax                 |                              |
| 2009 | Extract                          | Cindy                    |                              |
| 2010 | The Book of Eli                  | Solara                   |                              |
| 2010 | Date Night                       | Whippit Felton           |                              |
| 2010 | Black Swan                       | Lily                     |                              |
| 2011 | Friends with Benefits            | Jamie Rellis             |                              |
| 2012 | Ted                              | Lori Collins             |                              |
| 2012 | The Color of Time                | Catherine Mauger         |                              |
| 2013 | Oz the Great and Powerful        | Theodora Elphaba         |                              |
| 2013 | Blood Ties                       | Natalie                  |                              |
| 2013 | Third Person                     | Julia Weiss              |                              |
| 2014 | The Angriest Man in Brooklyn     | Sharon Gill              | También productora ejecutiva |
| 2014 | Annie                            | Andrea Alvin             |                              |
| 2015 | Jupiter Ascending                | Jupiter Jones            |                              |
| 2015 | Hell and Back                    | Greta                    | Voz                          |
| 2016 | Bad Moms                         | Amy Mitchell             |                              |
| 2017 | A Bad Moms Christmas             | Amy Mitchell             | También productora ejecutiva |
| 2018 | The Spy Who Dumped Me            | Audrey Stockman          |                              |
| 2019 | Wonder Park                      | Greta the Warthog        |                              |
| 2020 | Four Good Days                   | Margaret «Molly» Wheeler |                              |
| 2021 | Breaking News in Yuba County     | Nancy Livingston         |                              |
| 2022 | Luckiest Girl Alive              | Tifani «Ani» Fanelli     | También productora           |
| 2024 | Goodrich                         | Grace Goodrich           | También productora ejecutiva |

### Televisión
| Año       | Título                       | Personaje           | Observación                                 |
| --------- | ---------------------------- | ------------------- | ------------------------------------------- |
| 1994      | Days of Our Lives            | Hope Williams       | 1 episodio                                  |
| 1994–1995 | Baywatch                     | Anne / Bonnie       | 2 episodios                                 |
| 1995      | The John Larroquette Show    | Lucy                | Episodio: «The Defiant One»                 |
| 1995      | Hudson Street                | Devon               | Episodio: «Here's Just Looking at You, Kid» |
| 1996      | Unhappily Ever After         | Chloe               | Episodio: «In the Stars»                    |
| 1996–1997 | Nick Freno: Licensed Teacher | Anna-María Del Bono | 5 episodios                                 |
| 1996–1997 | 7th Heaven                   | Ashley              | 4 episodios                                 |
| 1997      | Walker, Texas Ranger         | Pepper              | Episodio: «Last Hope»                       |
| 1998      | Pensacola: Wings of Gold     | Jessie Kerwood      | Episodio: «Company Town»                    |
| 1998–2006 | That '70s Show               | Jackie Burkhart     | Elenco principal; 200 episodios             |
| 2000–2024 | Family Guy                   | Meg Griffin         | Elenco principal (voz)                      |
| 2002      | Get Real                     | Taylor Vaughn       | 2 episodios                                 |
| 2004      | Grounded for Life            | Lana                | 2 episodios                                 |
| 2005–2011 | Robot Chicken                | Varios personajes   | 14 episodios                                |
| 2009      | The Cleveland Show           | Meg Griffin         | Episodio: «Piloto»                          |
| 2014      | Two and a Half Men           | Vivian              | Episodio: «Lan Mao Shi Zai Wuding Shang»    |
| 2021      | Stoner Cats                  | Fefe                | Protagonista (voz)                          |
| 2023      | That '90s Show               | Jackie Burkhart     | Aparición especial                          |

### Videojuegos
| Año  | Título                             | Personaje     | Observación        |
| ---- | ---------------------------------- | ------------- | ------------------ |
| 2006 | Saints Row                         | Tanya Winters | Para PC y consolas |
| 2006 | Family Guy Video Game!             | Meg Griffin   | Para PC y consolas |
| 2012 | Family Guy: Back to the Multiverse | Meg Griffin   | Para PC y consolas |
| 2014 | Family Guy: The Quest for Stuff    | Meg Griffin   | Juego para móviles |
| 2022 | Warped Kart Races                  | Meg Griffin   | Juego para móviles |

### Vídeos musicales
| Año  | Título                   | Artista                       |
| ---- | ------------------------ | ----------------------------- |
| 1999 | «In the Street»          | Cheap Trick                   |
| 2000 | «The Itch»               | Vitamin C                     |
| 2001 | «Rock and Roll All Nite» | Kiss                          |
| 2001 | «Jaded»                  | Aerosmith                     |
| 2003 | «The End Has No End»     | The Strokes                   |
| 2008 | «LA Girls»               | Mams Taylor con Joel Madden   |
| 2020 | «Stuck with U»           | Ariana Grande y Justin Bieber |

## Premios y nominaciones
Globos de Oro
| Año  | Categoría               | Trabajo    | Resultado |
| ---- | ----------------------- | ---------- | --------- |
| 2011 | Mejor Actriz de Reparto | Black Swan | Nominada  |

Festival Internacional de Cine de Venecia
| Año  | Categoría                                             | Película    | Resultado |
| ---- | ----------------------------------------------------- | ----------- | --------- |
| 2010 | Premio Marcello Mastroianni - Mejor actriz revelación | Cisne negro | Ganadora  |

Premios del Sindicato de Actores
| Año  | Categoría               | Trabajo    | Resultado |
| ---- | ----------------------- | ---------- | --------- |
| 2010 | Mejor actriz de reparto | Black Swan | Nominada  |
| 2010 | Mejor reparto           | Black Swan | Nominada  |

Premios Saturn
| Año  | Categoría               | Trabajo    | Resultado |
| ---- | ----------------------- | ---------- | --------- |
| 2011 | Mejor Actriz de Reparto | Black Swan | Ganadora  |

Critics' Choice Movie Awards
| Año  | Categoría                   | Trabajo    | Resultado |
| ---- | --------------------------- | ---------- | --------- |
| 2013 | Mejor actriz en una comedia | Ted        | Nominada  |
| 2012 | Actriz dramática favorita   | Black Swan | Nominada  |

Screem Award
| Año  | Categoría                       | Trabajo         | Resultado |
| ---- | ------------------------------- | --------------- | --------- |
| 2011 | Mejor actriz de reparto         | Black Swan      | Ganadora  |
| 2010 | Mejor actriz de ciencia ficción | The Book of Eli | Nominada  |

Teen Choice Awards
| Año  | Categoría                          | Trabajo                   | Resultado |
| ---- | ---------------------------------- | ------------------------- | --------- |
| 2013 | Mujer Sexy                         | Ella misma                | Nominada  |
| 2013 | Actriz de Ciencia Ficción/Fantasía | Oz the Great and Powerful | Nominada  |
| 2011 | Beso (con Natalie Portman)         | Black Swan                | Nominada  |
| 2011 | Roba - escenas femenina            | Black Swan                | Nominada  |
| 2011 | Mujer sexy                         | Ella misma                | Nominada  |
| 2011 | Estrella de cine del verano: mujer | Friends with Benefits     | Nominada  |
| 2010 | Actriz de cine: aventura de acción | The Book of Eli           | Nominada  |
| 2009 | Actriz de cine: aventura de acción | Max Payne                 | Nominada  |
| 2008 | Actriz revelación en cine          | Forgetting Sarah Marshall | Nominada  |
| 2006 | Actriz de televisión: comedia      | That '70s Show            | Nominada  |
| 2005 | Actriz de televisión: comedia      | That '70s Show            | Nominada  |
| 2003 | Actriz de televisión: comedia      | That '70s Show            | Nominada  |
| 2002 | Actriz de televisión               | That '70s Show            | Nominada  |
| 2001 | Actriz de televisión               | That '70s Show            | Nominada  |
| 2000 | Actriz de televisión               | That '70s Show            | Nominada  |

People's Choice Awards
| Año  | Categoría                          | Trabajo               | Resultado |
| ---- | ---------------------------------- | --------------------- | --------- |
| 2013 | Mejor actriz de reparto            | Ted                   | Nominada  |
| 2013 | Actriz de película cómica favorita | Ted                   | Nominada  |
| 2012 | Mejor actriz de reparto            | Friends with Benefits | Nominada  |

MTV Movie Awards
| Año  | Categoría                        | Trabajo                   | Resultado |
| ---- | -------------------------------- | ------------------------- | --------- |
| 2014 | Mejor Villano                    | Oz the Great and Powerful | Ganadora  |
| 2013 | Mejor Beso (con Mark Wahlberg)   | Ted                       | Nominada  |
| 2013 | Mejor Actuación Femenina         | Ted                       | Nominada  |
| 2011 | Mejor Beso (con Natalie Portman) | Black Swan                | Nominada  |

Young Artist Award
| Año  | Categoría                                                                  | Trabajo        | Resultado |
| ---- | -------------------------------------------------------------------------- | -------------- | --------- |
| 2001 | Mejor actuación en una serie de televisión cómica – Actriz principal joven | That '70s Show | Nominada  |
| 2000 | Mejor actriz joven/actuación en una serie de televisión cómica             | That '70s Show | Ganadora  |
| 2000 | Mejor actuación en una serie de televisión – Elenco joven                  | That '70s Show | Nominada  |
| 1999 | Mejor actuación en una serie de televisión – Elenco joven                  | That '70s Show | Nominada  |
| 1999 | Mejor actuación por una actriz joven en una serie de televisión cómica     | That '70s Show | Ganadora  |

Young Hollywood Awards
| Año  | Categoría                  | Trabajo                                              | Resultado |
| ---- | -------------------------- | ---------------------------------------------------- | --------- |
| 2002 | Lo que hay que ver – Mujer | That '70s Show                                       | Ganadora  |
| 2007 | Premio Annie               |                                                      | Nominada  |
| 2010 | Marcello Mastroianni       | Premio del Festival Internacional de Cine de Venecia | TBA       |